# Skoefia

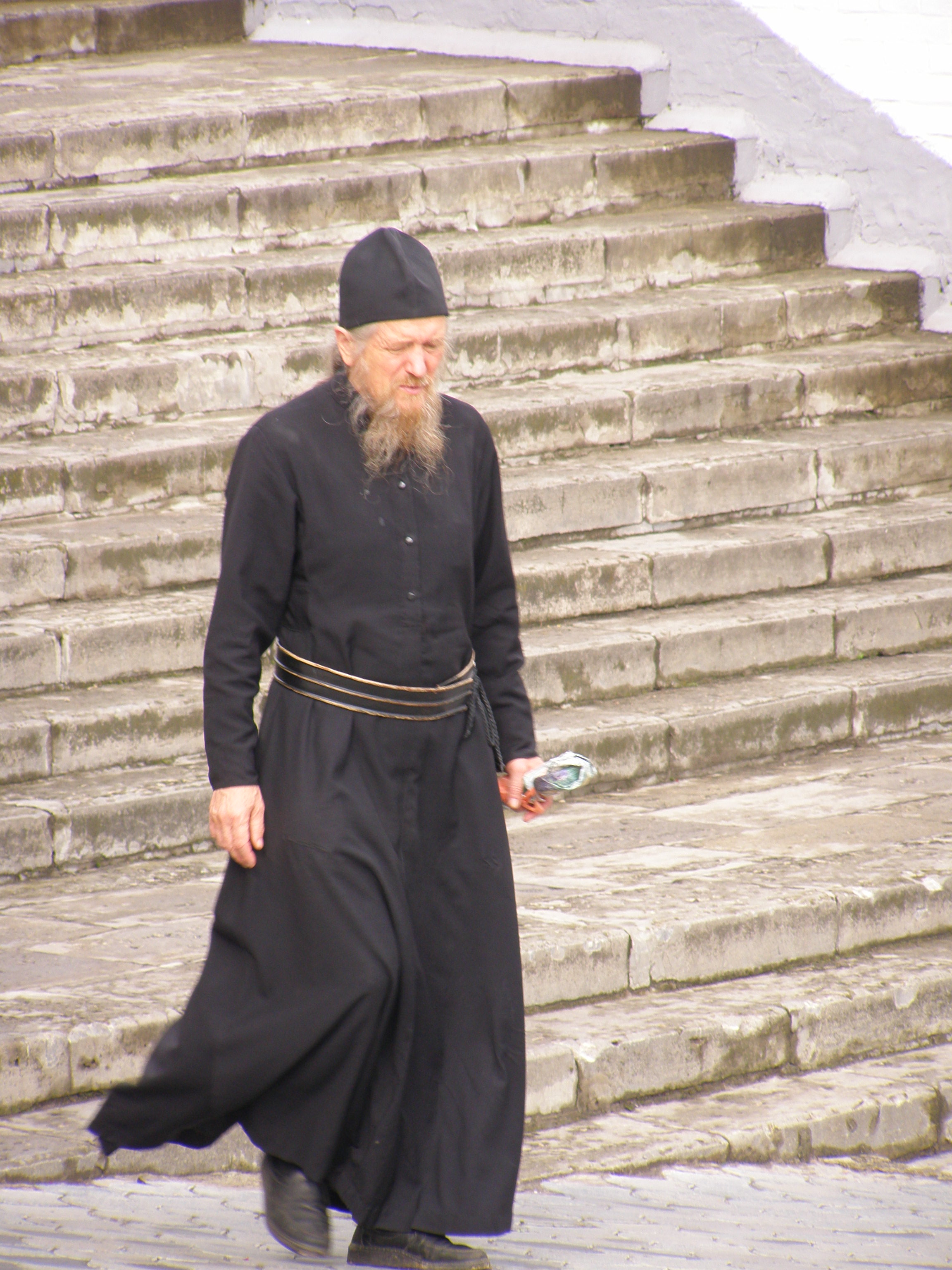
Monnik met skoefia voor de Potsjajiv Lavra

Een skoefia, ook skoefja, skufiya, skoufia of skoufos (Grieks: σκούφια of σκούφος, Russisch: скуфья) is een niet-liturgisch hoofddeksel, gedragen door oosters-orthodoxe, oosters-lutherse en Oosters-katholieke kloosterlingen (in welk geval het zwart is) of toegekend aan geestelijken als een ereteken (in dat geval is het meestal rood of paars) voor het gewone dagelijkse gebruik. Terwijl de skoefia van monniken en nonnen altijd zwart zijn, dragen priesters en bisschoppen ook rode of paarse skoefia. Bisschoppen hebben een kruisje op de voorkant. Hooggeplaatste bisschoppen (zoals aartsbisschoppen en metropolieten) zullen bij informele gelegenheden soms een zwarte of paarse skoefia dragen met een klein kruis met juwelen.

## Beschrijving
Een skoefia is een pet zonder rand en met zachte zijkanten. In de Russisch-Orthodoxe Kerk is de skoefia een randloze pet gemaakt van zacht materiaal met vier zijdelen die naar boven toe taps, puntig toelopen. Van bovenaf gezien vormen de plooien het teken van een kruis. De skoufos in de Grieks-Orthodoxe Kerk heeft een cilindrische vorm, versterkt aan de basis en geplooid en plat aan de bovenkant. Het is dus vergelijkbaar met de kamilavkion. De Roemeense skoefia is vlak en heeft uitlopende hoeken met een hoge rand aan de zijkanten. De Servische is plat met opstaande randen. Meestal ontvangen kloosterlingen hun skoefia wanneer ze voor het eerst een novice worden of wanneer ze een rjassofoorwijding krijgen. Een monnik of moniale die volgens het Grote Schima een tonsuur heeft gekregen, zal een skoefia dragen die is geborduurd met gebeden, kruisen en figuren van serafijnen.
Monialen dragen een zwarte sluier over de skoefia.
- Het Griekse Esomandili heeft de vorm van een gelijkzijdige driehoek en is bevestigd aan de skoefia. Op het voorhoofd is een rood kruis geborduurd.
- De Russische apostolnik (Russisch: апостольник) daarentegen is kegelvormig met een opening voor het gezicht.

Een moniale zal soms een skoefia over haar kloostersluier dragen; terwijl monniken vaak de skoefia dragen (zonder sluier) wanneer de klobuk of epanokamelavkion het werk zou kunnen belemmeren.